# Хевашені
Хевашені (груз. ხევაშენი) — село в Грузії.
За даними перепису населення 2014 року в селі проживає 270 осіб.